# Eduardo Queiroz
Eduardo Queiroz é um compositor e produtor musical brasileiro, responsável pela trilha-sonora de várias novelas e mini-séries da TV Globo, como Avenida Brasil, A Dona do Pedaço, Amor de Mãe, Órfãos da Terra, A Regra do Jogo, entre outros.